# Alfred Gabriel
Alfred Gabriel est un homme politique français né le 14 septembre 1848 à Nancy et mort le 10 juin 1915 à Paris.

## Biographie
Fils d'un ouvrier mécanicien, il bénéficie d'une bourse pour aller au lycée de Nancy et devient comptable pour des entreprises industriels. En 1882, il fonde à Nancy le Patriote de l'Est puis le Réveil démocratique des Vosges en 1886 en fusionnant avec le Réveil des Vosges. Il collabore aussi au Cri du Peuple sous le nom de Jacques Dest.
Il se présente en 1885 sur la liste radicale de Gustave Chapuis à la dernière place et attaque fortement le Progrès de l'Est et l'Alliance républicaine et n'est pas élu.
Il devient alors un candidat boulangiste aux côtés de Maurice Barrès en Meurthe-et-Moselle et écrit dans Le Courier de l'Est. Un rapport de police indique qu'il est particulièrement virulent dans ces propose en demandant par exemple de prendre les armes s'il le faut. Il gagne l'élection en 1889 sous l'étiquette de « révisionniste ». Il participe à la discussion d'un projet de loi sur le travail des enfants, des jeunes filles et des femmes dans le secteur industriel. En 1891, il réclame la participation des ouvriers aux bénéfices des entreprises et demande l'intervention de l'État pour protéger les ouvriers. Il ne se représente pas en 1893 à Nancy et est battu dans la banlieue de Paris. Il se maintient au comité révisionniste de Nancy en soutenant Barrès en collaborant à La Cocarde pour les élections en 1898. Après s'être rapproché des blanquistes boulangistes du Comité central socialiste révolutionnaire et des rochefortistes, il fonde en 1898 le Parti républicain socialiste français. Il fut une nouvelle fois battu en 1900 dans le quartier de la Gare à Paris. Il meurt en 1915 à Paris et Barrès assiste à ses obsèques.

## Sources
- « Alfred Gabriel », dans le Dictionnaire des parlementaires français (1889-1940), sous la direction de Jean Jolly, PUF, 1960 [détail de l’édition]
- Jean El Gammal, François Roth et Jean-Claude Delbreil, Dictionnaire des Parlementaires lorrains de la Troisième République, Serpenoise, 2006 (ISBN 2-87692-620-2 et 978-2-87692-620-2, OCLC 85885906, lire en ligne), p. 151-152